# Keron Bramble
Pour les articles homonymes, voir Bramble.
Keron Bramble, né le 9 décembre 1992, est un coureur cycliste trinidadien, spécialisé dans les épreuves de vitesse sur piste.

## Biographie
Keron Bramble est un spécialiste des disciplines de vitesse sur piste, en particulier du keirin. En 2017, il devient champion national dans cette discipline. Aux championnats panaméricains de la même année, il chute dans la course keirin et est projeté dans la tribunes. Un spectateur et lui-même sont légèrement blessés. 
Aux Jeux du Commonwealth de 2018 en Australie, il  termine sixième de la vitesse par équipes avec Nicholas Paul, Njisane Phillip et Kwesi Browne. En septembre, le quatuor devient champion panaméricain de vitesse par équipes en établissant un nouveau record panaméricain avec 42,681 secondes. Les quatre coureurs conservent leur titre en 2019 en battant le record panaméricain de la discipline en 41,938 secondes. Ils remportent également la vitesse par équipes aux Jeux panaméricains de la même année. 
En décembre 2019, l'équipe de Trinité-et-Tobago est privée de la médaille d'or aux Jeux panaméricains de 2019, après un contrôle positif de Njisane Phillip. En raison de cette décision, les chances de qualification pour les Jeux olympiques de Tokyo se sont évaporées. De ce fait, l'entraîneur national canadien Erin Hartwell a quitté la Fédération et s'est installé en Chine.

## Palmarès sur piste

### Championnats du monde
- Pruszków 2019
  - 11e de la vitesse par équipes[5]

### Championnats panaméricains
- Aguascalientes 2018
  -  Médaillé d'or de la vitesse par équipes (avec Kwesi Browne, Nicholas Paul et Njisane Phillip)
- Cochabamba 2019
  -  Médaillé d'or de la vitesse par équipes (avec Nicholas Paul et Njisane Phillip)
  -  Médaillé de bronze du keirin
- Lima 2021
  -  Médaillé d'argent de la vitesse par équipes

### Jeux panaméricains
- Lima 2019
  -  Médaillé d'or de la vitesse par équipes (avec Kwesi Browne, Nicholas Paul et Njisane Phillip)[6]

### Championnats de Trinité-et-Tobago
- 2017
  -  Champion de Trinité-et-Tobago du keirin